# 007 살인번호
《007 살인번호》(영어: Dr. No 닥터 노[*])는 제임스 본드 시리즈의 첫 번째 영화이다.
이언 플레밍 원작의 《007 시리즈》의 첫 번째 영화로 앨버트 R. 브로콜리와 해리 샐츠먼이 이언 프로덕션을 설립하여 1962년 제작·개봉되었다. 테런스 영 감독이 연출하고, 숀 코너리가 제임스 본드역을 맡았다. 그리고 우르줄라 안드레스가 후대에 본드걸로 통하는 허니 라이더 역, 조지프 와이즈먼이 악당 노 박사 역을 맡았다.

## 줄거리
미국의 로켓 발사가 연이어 실패하고 그 이유를 밝히려 자메이카에 파견된 스트랭웨이스 교수가 세 시각장애인에 의해 살해되자 007이 파견된다. 스트랭웨이스 교수의 집에 간 007은 책상 위의 사진에서 흑인 남성이 교수와 있는 것을 보고 쿼럴이란 사진 속 남성을 찾아 그 남성에게 크랩키섬에 사는 괴짜 중국인 박사 이야기를 듣고 크랩키섬으로 잠입한다.
그 섬에서 그는 허니 라이더란 여성을 만나고 그 여성도 자신의 아버지가 그 괴짜 박사에 의해 살해당했다는 이야기를 하자 007과 허니 라이더, 쿼럴은 그 박사를 같이 추적할 것을 약속하고 같이 섬 깊숙히 들어간다. 들어가는 도중 콰럴이 섬에 잠입하던 탱크의 포격으로 죽는다.
섬 안에 어떤 연구소가 있었는데 그 섬으로 들어간 007은 노 박사라는 중국과 독일 혼혈인 박사를 만난다(007은 그 괴짜 박사가 노 박사라는 것을 알아챈다). 노 박사는 007에게 자신의 인생과 미국의 로켓 발사 실패의 원인이 자신의 무기 때문이라는 것과 스펙터란 집단과 세계 정복의 꿈을 이야기한다. 노 박사는 이야기를 끝난 뒤에 007을 비밀 감옥에 수감시키고 허니 라이더도 비밀 방에 감금시키나 007은 탈출한다.
한편, 노 박사는 또다시 미국의 로켓 발사를 저지시키려 한다. 그러자 탈출해 과학자로 위장한 007은 즉각 발사 방해를 저지시키고 노 박사는 007과 싸우다 원자로에 떨어져 죽는다.
007은 방 안의 감금된 허니 라이더를 구출하고 연구소와 섬을 탈출한다.

## 출연
- 숀 코너리 - 제임스 본드
- 우르줄라 안드레스 - 허니 라이더
- 조지프 와이즈먼 - 노 박사
- 잭 로드 - 펠릭스 라이터
- 버나드 리 - M
- 로이스 맥스웰 - 머니페니
- 피터 버턴 - 부스메이스 소령
- 앤서니 도슨 - R. J. 덴트 교수
- 존 키츠밀러 - 쿼럴
- 지나 마셜 - 미스 타로
- 유니스 게이슨 - 실비아 트렌치

## KBS 성우진 (1995년 5월 6일)
- 양지운 - 제임스 본드(숀 코너리)
- 김정호 - 닥터 노(조지프 와이즈먼)
- 서혜정 - 허니 라이더(우르줄라 안드레스)
- 임종국 - M(버나드 리)
- 노민 - 코럴(존 키즈밀러)
- 이영주 - 실비아 트렌치(유니스 게이슨) / 릴리(이본 시마)
- 설영범 - 덴트 교수(앤서니 도슨)
- 성병숙 - 머니페니(로이스 맥스웰) / 미스 타로(지나 마셜) / 로즈(미셸 목)
- 이봉준 - 총리(루이스 브레즈너)
- 윤기황 - 펠릭스 라이터(잭 로드)
- 유제상 - 코럴의 친구(레스터 프렌더가스트)
- 김준 - 소령(피터 버튼) / 더프(윌리엄 포스터-데이비스)
- 이재용 - 경비원(캐리 로빈슨) / 호텔 웨이터(프랭크 싱이뉴)
- 조진숙 - 사진 기사(마거리트 리워스) / 통신 요원(돌로레스 케터)
- 홍성헌 - 존스(레지 카터)